# Ri ri ye ye
Ri ri ye ye (日日夜夜), comercialitzada internacionalment com a Day and Night és una pel·lícula xinesa del 2004 escrita i dirigida per l'autor de sisena generació Wang Chao. La pel·lícula constitueix la segona entrada de la trilogia solta de Wang Chao sobre la Xina moderna. Va ser precedit pel debut de Wang el 2001, The Orphan of Anyang, i la seguiria Luxury Car el 2006. La pel·lícula és una coproducció francesa-xinesa entre Laurel Films de Fang Li i Rosem Pictures de Sylvain Busztejn en associació amb el China Film Fourth Group i Arte France Cinema; Laurel i Rosem es reunirien més tard per produir Luxury Car.

## Sinopsi
Ri ri ye ye narra la història d'un miner, Li Guangsheng (Liu Lei), en una ciutat fictícia del nord de la Xina que manté una aventura il·lícita amb la dona del seu amic i figura paterna (interpretada per l'orfe de Sun Guilin). Quan el seu amic és assassinat en una caiguda, el miner s'enfonsa amb la culpa i s'encarrega d'acabar amb l'afer, reconstruir la mina i ajudar el fill discapacitat mental del seu amic a trobar una dona.

## Producció
La pel·lícula es va rodar al Comtat de Wuchuan, Mongòlia Interior, prop de la capital provincial de Hohhot.

## Repartiment
- Liu Lei com a Li Guangsheng, el personatge principal, un miner del nord de la Xina.
- Sun Guilin com a Zhongmin, amic i figura paterna de Li Guangsheng.
- Wang Lan
- Xiao Ming com a A-Fu, fill de Zhongmin.
- Wang Zheng
- Zhang Guangjie

## Recepció
Ri ri ye ye es va estrenar a diversos festivals internacionals de cinema importants, sobretot al Festival de Cinema d'Adelaide però també als de Busan i Hong Kong. No obstant això, la pel·lícula finalment no aconseguiria obtenir el mateix nivell d'aclamació que va ser capaç de The Orphan of Anyang de Wang, tot i que estava més polida tècnicament que Orphan, decididament de baix pressupost. Crítics com Derek Elley van ridiculitzar la pel·lícula com un "article curiosament sense vida que no compleix la seva intenció aparentment mítica." Com a tal, generalment es considera una pel·lícula amb menys èxit que la seva predecessora.
No obstant això, la pel·lícula va aconseguir obtenir un premi important, amb el Montgolfiere d'Or al Festival dels Tres Continents de Nantes de 2004.